# Campaña de la Península de Huon
La campaña de la Península de Huon consistió en una serie de batallas libradas en la península de Huon en la isla de Nueva Guinea, como parte de la Campaña de Nueva Guinea durante la Segunda Guerra Mundial. La campaña enfrenó a las fuerzas aliadas de Australia y los Estados Unidos con las fuerzas del Ejército Imperial Japonés. La campaña formó lo que fue la parte inicial de la ofensiva aliada lanzada en el Pacífico a finales de 1943 y terminó empujando a los japoneses al norte de Lae y hacia Sio en la costa norte de Nueva Guinea en un periodo de cuatro meses. Los australianos obtuvieron una ventaja tecnológica significativa que la industria aliada había logrado por encima de los japoneses a estas alturas de la guerra, mientras que estos últimos se vieron limitados por la falta de suministros y refuerzos debido a los esfuerzos aliados de interdicción por aire y por mar.
La campaña vino luego de un asalto anfibio de tropas de la 9.ª División australiana al este de Lae el 4 de septiembre de 1943. Este fue seguido por un avance en el oeste a lo largo de la costa hacia el pueblo donde lograron encontrarse con la 7.ª División que venía avanzando desde Nadzab. Al mismo tiempo, fuerzas australianas y estadounidenses montaron ataques sobre Salamaua para desviar la atención del enemigo de Lae. Las fuertes lluvias e inundaciones retrasaron el avance de la 9.ª División, la cual tuvo que cruzar varios ríos en el camino. La retaguardia japonesa también montó una férrea defensa y, como resultado de ella, Lae no pudo ser capturada sino hasta el 16 de septiembre cuando las tropas de la 7.ª División entraron en el pueblo antes que las de la 9.ª y el grueso de las fuerzas japonesas se escapó hacia el norte. Menos de una semana después, la campaña de la Península de Huon se inició con otro desembarco australiano más al este, con el objetivo de capturar Finschhafen.
Tras el desembarco en Scarlet Beach, los aliados se prepararon para movilizarse hacia el sur para tomar Finschhafen, entrando en combate también cerca de Jivevaneng. A mediados de octubre, los japoneses lanzaron un contraataque contra la cabeza de playa australiana cerca de Scarlet Beach, la cual duró aproximadamente una semana y resultó en una pequeña contracción de las líneas australianas y una separación de sus fuerzas antes de que fuera derrotada. Luego de estos los australianos retomaron la iniciativa y comenzaron a perseguir a los japoneses que se retiraron tierra adentro hacia las colinas en los alrededores de Sattelberg. Luego de una dura lucha y un segundo contraataque japonés fracasado, Sattelberg fue capturado a finales de noviembre y los australianos comenzaron a avanzar hacia el norte para asegurar una línea entre Wareo y Gusika. Esto fue completado a principios de diciembre, y fue seguido por un avance de las fuerzas australianas a lo largo de la costa a través de Lakona hasta Fortification Point, superando a la resistencia japonesa en el camino.
La resistencia japonesa fue finalmente quebrantada en la fase final de la campaña. Los australianos avanzaron rápidamente a lo largo de la costa norte de la península y capturaron Sio en enero de 1944. Al mismo tiempo los estadounidenses desembarcaron en Saidor. Luego de esto, los aliados iniciaron operaciones de limpieza en los alrededores de Sio que se extendieron hasta el mes de marzo. Seguidamente hubo un periodo de calma en el norte de Nueva Guinea hasta el mes de julio, cuando fuerzas estadounidenses se enfrentaron con los japoneses en el río Driniumor. A esto le siguieron más enfrentamientos en noviembre de 1944 cuando los australianos iniciaron una nueva campaña en Aitape-Wewak.

## Antecedentes

### Geografía
La península de Huon está ubicada sobre la costa noreste de Papúa Nueva Guinea, y se extiende desde Lae en el sur en el golfo de Huon hasta Sio en el norte sobre el estrecho de Vitiaz. A lo largo de la costa, entre estos dos puntos, existen varios ríos y arroyos que pasan por este terreno. Algunos de los más importantes son los ríos Song, Bumi y Mape. Estos ríos fluyen desde el interior montañoso que está formado por la conglomeración de la Serranía de Rawlison en el sur con las Montañas Cromwell en el este. Estas se juntan en el centro de la península para formar el macizo de la Serranía Saruwaged, la cual se une a los montes Finisterre más al oeste. Con la excepción de una delgada y llana franja a lo largo de la costa, el área donde se llevó a cabo la campaña estaba cubierta por una densa jungla, a través de la cual se habían hecho muy pocos senderos. El terreno era accidentado y la mayoría de los senderos, hasta que los ingenieros pudieron trabajar en ellos, eran impasables con vehículos motorizados y como resultado de esto una gran parte de las operaciones de abastecimiento de los aliados debieron hacerse a pie durante toda la campaña.
En el proceso de planificación, los aliados identificaron tres áreas claves y terrenos decisivos en el área: la playa al norte de Katika, la cual más adelante recibiría el nombre código "Scarlet" por parte de los aliados, el pico de 3.150 metros llamado Sattelberg a 5 kilómetros al suroeste, el cual dominaba el paisaje debido a su altura, y Finschhafen, un asentamiento que contaba con una pequeña pista de aterrizaje y estaba ubicada sobre la costa, en una bahía que ofrecía instalaciones portuarias protegidas a 5.6 km al sur de Scarlet Beach. Los japoneses también consideraron a Sattelberg y Finschhafen como áreas claves. Además de estos puntos, ellos identificaron a la serranía que pasaba entre la aldea de Guiska en la costa, a unos 3.4 kilómetros de Katika, y Wareo a 4.66 km al interior en el oeste como un área clave. La importancia de esta serranía yacía en el sendero que corría junto a ésta, a través del cual los japoneses abastecían sus fuerzas alrededor de Sattelberg. También proveía una barrera natural contra cualquier avance al norte de Finschhafen, convirtiéndola en una potencial línea defensiva.

## Situación militar

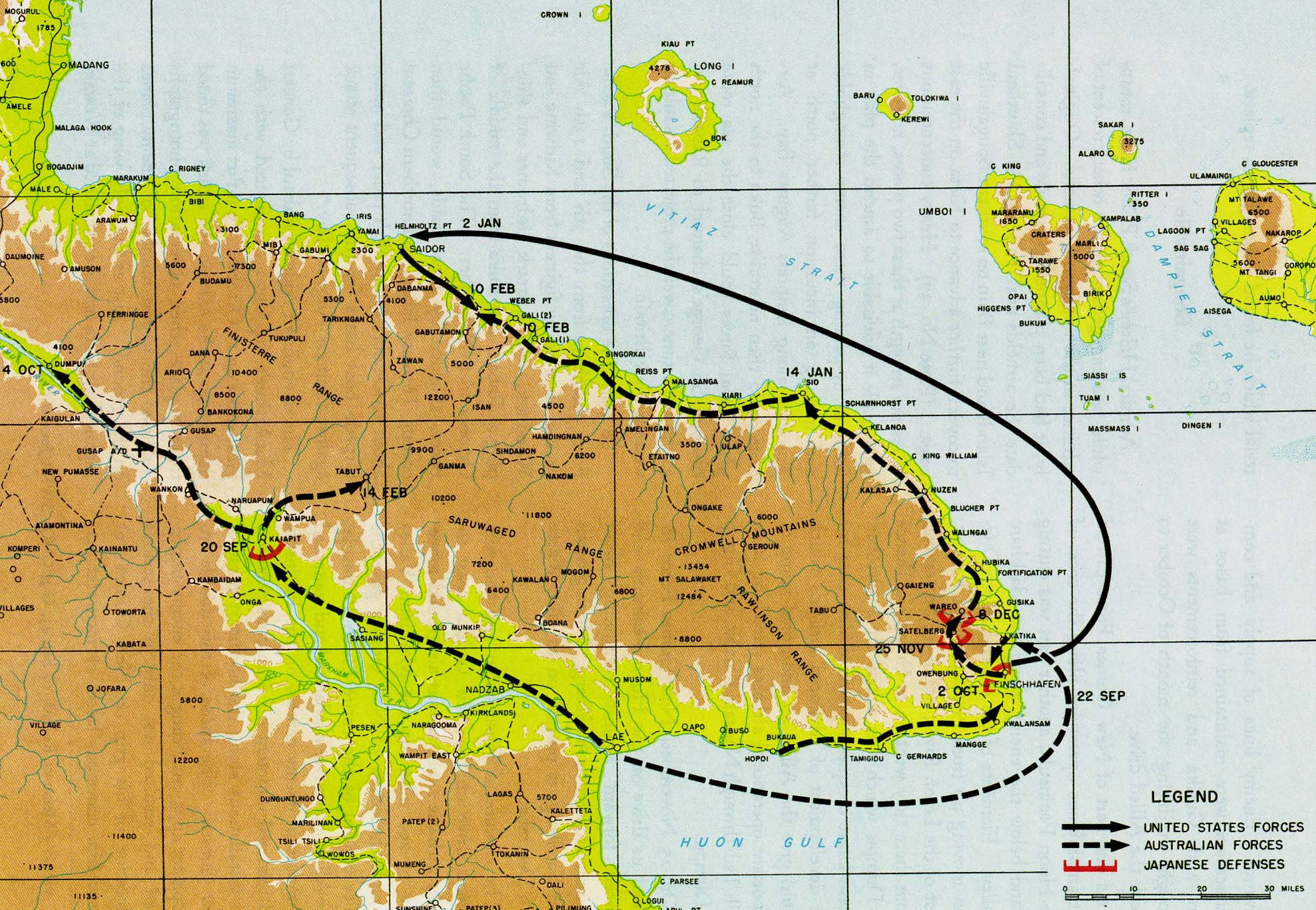
Mapa de las operaciones en la Península de Huon, 1943-44.

Para 1943, los movimientos expansionistas de Japón en el Área del Pacífico Suroeste habían cesado. Su avance en Papúa Nueva Guinea había sido detenido el año anterior gracias a las acciones de bloqueo que las fuerzas australianas habían llevado a cabo a lo largo del Sendero de Kokoda. Posteriores derrotas en la Bahía de Milne, Buna-Gona, la Wau y Guadalcanal habían obligado a los japoneses a volcarse a la defensiva. Como resultado de estas victorias, los aliados pudieron hacerse de la iniciativa en la región a mediados de 1943 y comenzaron a hacer planes para continuar haciendo retroceder a los japoneses en Nueva Guinea.
Los planificadores aliados comenzaron a elaborar sus planes para el direccionamiento futuro de la lucha en el resto del Pacífico con un enfoque en la captura de las Filipinas y la eventual captura de las islas japonesas principales. El eje de la fuerza japonesa en la región era su base principal en Rabaul. La toma o neutralización de esta base se convirtió en un elemento clave para el éxito de los aliados en el Sudoeste del Pacífico y fue formalizado en la Operación Cartwheel.
Para poder hacer esto, los aliados necesitaban tener acceso a un número de bases aéreas en la región. El alto mando aliado, incluyendo al general Douglas MacArthur, ordenó que se capturen dos bases aéreas: una en Lae y otra en Finschhafen. La captura de Lae proporcionaría a los aliados un puerto para abastecer a Nadzab y facilitaría las operaciones en el Valle de Markham. Obtener el control de Finschhafen, y del resto de la Península de Huon, era un precursor importante para llevar a cabo las operaciones en Nueva Bretaña porque proveía un puerto natural, y permitía el control de los estratégicamente importantes estrechos de Vitiaz y Dampier.

## Fuerzas
En aquel entonces no había fuerzas terrestres estadounidenses en el terreno bajo el mando de MacArthur luchando contra los japoneses, por lo que la tarea de capturar Finschhafen fue asignada a las tropas australianas de la 9.ª División. Al ser una formación veterana de la Segunda Fuerza Imperial Australiana (2.ª AIF por sus siglas en inglés), la 9.a División era muy experimentada. Había luchado en el norte de África, donde defendió Tobruk exitosamente ante la arremetida alemana meses atrás y estuvo muy involucrada en la primera y la segunda batalla de El Alamein. A principios de 1943 la división había regresado a Australia y posteriormente fue reorganizada para tomar parte en guerra de jungla. Con un total del de 13 118 hombres, la división consistía de tres brigadas de infantería - la 20.ª, la 24.ª y la 26.ª - cada una compuesta de tres batallones, junto con formaciones de ingenieros, pioneros, artillería y blindados orgánicos a nivel de batallón adjuntas al nivel divisional. Como apoyo para la 9.ª División, unidades de infantería de milicia de la 4.ª Brigada también tomarían parte en la acción luego de las escaramuzas iniciales. Las fuerzas estadounidenses también participaron, más que nada otorgando apoyo logístico, naval y de ingeniería.

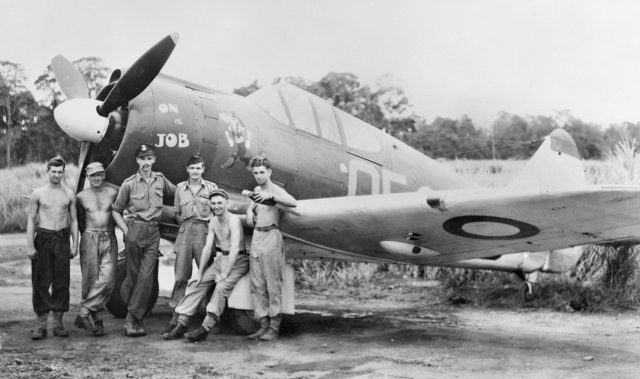
Un avión caza Boomerang y su equipo de tierra del Escuadrón n.º 4 de la RAAF en octubre de 1943.

El apoyo aéreo fue proporcionado por el Grupo Operacional n.º 9 de la RAAF, que incluía escuadrones de la Real Fuerza Aérea Australiana como el Escuadrón n.º 4, que contaba con CAC Boomerangs y CAC Wirraways, y el Escuadrón n.º 24 que estaba equipado con bombarderos en picado Vultee Vengeance. Estas unidades llevaron a cabo numerosas misiones de apoyo aéreo cercano y reabastecimiento a lo largo de la campaña. P-47 Thunderbolts y P-38 Lightnings del 348.º y 475.º Grupos de Cazas también fueron utilizados para proveer cobertura para el transporte marítimo aliado, mientras que bombarderos pesados y ligeros de la Quinta Fuerza Aérea llevaron a cabo misiones de bombardeo estratégico para destruir las bases aéreas japonesas alrededor de Wewak y Nueva Bretaña, y atacaron las líneas de comunicación japonesas junto con lanchas torpederas. Debido a lo poco práctico que era el utilizar transportes con ruedas en la jungla, la logística aliada fue llevada a cabo principalmente con transporte acuático, como lanchas de desembarco y gabarras que movían suministros a lo largo de la costa. El transporte de suministros en tierra firme era completado por trabajadores de Nueva Guinea y, en algunas ocasiones, tropas de combate australianas, las cuales eran asignadas a labores de transporte en forma temporal cuando era necesario, además de ser apoyados por jeeps cuando era posible.
El grueso de la fuerza japonesa en la campaña lo formaba el XVIII Ejército bajo el mando del teniente general Hatazō Adachi con su cuartel general en Madang. Esta fuerza consistía de tres divisiones - la 20.ª, la 41.ª y la 51.ª - y un número de grupos pequeños que incluían unidades de infantería y guarniciones. En los alrededores del área de Finschhafen a mediados de septiembre de 1943, las fuerzas principales estaban conformadas por el 80.º Regimiento de Infantería y el 26.º Regimiento de Artillería de la 20.ª División, el 238.º Regimiento de Infantería de la 41.ª División, la 85.ª Unidad de Guarnición naval y una compañía del 102.º Regimiento de Infantería de la 51.ª División. Estas fuerzas estaban bajo el mando del mayor general Eizo Yamada, comandante del 1.er Grupo de Transporte Marítimo, aunque el mando táctico estaba descentralizado al nivel local debido a la extensión geográfica de las unidades japonesas. Estas unidades estaban ubicadas a lo largo de una amplia área entre el río Mongi, al este de Lae a Arndt Point, Sattelberg, Joangeng, Logaweng, Finschhafen, Sisi y en la isla Tami. Las concentraciones más grandes estaban alrededor de Sattelberg y Finschhafen, donde las fuerzas principales quedaron bajo el mando del teniente general Shigeru Katagiri, el comandante de la 20.ª División. La fuerza y eficiencia de las unidades japonesas se había visto reducida debido a las enfermedades, además de su uso en las tareas de construcción de caminos entre Madang y Bogadjim.
Al igual que los aliados, los japoneses también utilizaron el mar para transportar suministros y refuerzos en Nueva Guinea, utilizando un grupo de tres submarinos para evitar la interdicción de las aeronaves aliadas que anteriormente les habían infligido sustanciales bajas durante la batalla del Mar de Bismarck. Estos submarinos fueron complementados con gabarras, aunque estas eran escasas y se veían sujetas a ataques por parte de lanchas torpederas y aviones aliados. Una vez que los suministros llegaban a tierra, utilizaban grupos de reabastecimiento para cargar los paquetes a pie a lo largo de una serie de senderos claves para sus concentraciones principales de tropas en Sattelberg y Finschhafen. El apoyo aéreo fue brindado por el 4.º Ejército Aéreo, que consistía más que todo de la 7.ª División y la 14.ª Brigada Aérea, junto con algunos elementos de la 6.ª División Aérea. Con Base en Wewak, los aviones japoneses eran usados principalmente como escoltas para el transporte marítimo y para atacar a los buques aliados cerca de la principal cabeza de playa durante la campaña, con un grupo secundario que realizaba ataques a tierra como apoyo a las tropas japonesas.
Las fuerzas japonesas no contaban con apoyo logístico, de transporte o ingenieros y se vieron perjudicadas por falta de cohesión debido a su dispar estructura de mando y pobre infraestructura. Al contrario, las fuerzas australianas habían luchado juntas en campañas anteriores y estaban respaldadas por una formidable base de apoyo logístico que pudo proporcionarles una superioridad tecnológica e industrial que los japoneses nunca pudieron alcanzar.

## Preludio
Luego de las órdenes de MacArthur de capturar las pistas de aterrizaje en Lae y Finschhafen, el Comandante en Jefe de las Fuerzas Aliadas, Área del Sudoeste del Pacífico, el general Thomas Blamey, un australiano, ordenó la captura de la Península de Huon. La tarea fue asignada a la 9.ª División bajo el mando del mayor general George Wootten. El enfoque inicial fue el de capturar Lae. Los aliados formularon un plan en el que la 9.ª División llevaría a cabo un asalto anfibio al este de Lae, mientras que la 7.ª División se dirigiría por aire hacia Nadzab en el Valle de Markham, el cual había sido asegurado por tropas aerotransportadas del 503.º Regimiento de Infantería de los Estados Unidos y el 2/4.º Regimiento de Campo australiano. Desde Nadzab, la 7.ª División avanzaría sobre Lae desde el sur para apoyar al avance de la 9.ª División hacia Lae. Al mismo tiempo, la 3.ª División australiana y la 162.º Regimiento de Infantería se enfrentaron en combates de distracción en Salamaua.
Luego de entrenar en Queensland y en la Bahía de Milne en Nueva Guinea, la 9.ª División se embarcó en buques estadounidenses asignados a la fuerza naval del contraalmirante Daniel Barbery - VII Fuerza Anfibia - como parte de la que fue denominada como la "operación anfibia más grande... llevada a cabo por fuerzas aliadas en el suroeste del Pacífico" a esas alturas de la guerra. La 20.ª Brigada, bajo el mando del brigadier Victor Windever, fue elegida para liderar el asalto con un desembarco en una playa a 25,7 km al este de Lae. El 4 de septiembre de 1943, cuatro destructores llevaron a cabo un bombardeo intenso durante seis minutos como preparación al desembarco. Luego de su conclusión, el 2/13.º Batallón de Infantería encabezó el desembarco de la 20.ª Brigada, seguido por los otros dos batallones de la brigada, el 2/15.º y el 2/17.º, que llegaron a la playa en una segunda y tercera oleada, respectivamente. Sin oposición en tierra firme, la infantería australiana comenzó a avanzar tierra adentro rápidamente a medida que llegaban más refuerzos. Aproximadamente 35 minutos luego del desembarco inicial, mientras el centro de mando divisional australiano y el 2/23.º Batallón de Infantería tocaban tierra, un puñado de aeronaves japonesas atacaron a los buques que transportaban a la infantería. Como resultado de esto, dos de esos buques fueron seriamente dañados y los australianos sufrieron varias bajas, incluyendo al comandante del 2/23.º, que murió cuando una bomba japonesa impactó la cubierta del LCI-339.
Los japoneses lanzaron más ataques en la tarde. Una fuerza de aproximadamente 70 aviones japoneses, que venían de bases en Nueva Bretaña, fue derrotada encima de Finschhafen. Otro grupo, sin embargo, tuvo éxito cerca de Morobe, atacando transportes vacíos que acababan de partir de Finschhafen, mientras que cerca del Cabo Ward Hunt otro grupo atacó a un convoy aliado que llevaba fuerzas adicionales, incluyendo el resto de la 26.ª Brigada del brigadier David Whitehead. 43 soldados murieron y otros 30 resultaron heridos a bordo del LST-471, mientras que ocho murieron y 37 resultaron heridos en el LST-47. Sin embargo, esto no evitó que el flujo de suministros y la llegada de más refuerzos como la 24.ª brigada, bajo el mando del brigadier Bernard Evans, llegasen el día siguiente. Fue entonces que los australianos comenzaron el arduo avance hacia el oeste hacia Lae, pasando a través de densas junglas, pantanos, kunai y numerosos ríos que habían sido ensanchados por la lluvia que junto a las fuertes lluvias, retrasaron su avance. En la noche del 5-6 de septiembre los japoneses lanzaron un ataque contra el batallón australiano que lideraba su avance, pero no pudieron evitarlo. A esas alturas, la 26.a Brigada se dirigió tierra adentro para lanzar un asalto sobre Lae desde el noreste mientras que la 24.ª siguió con el avance a lo largo de la costa.

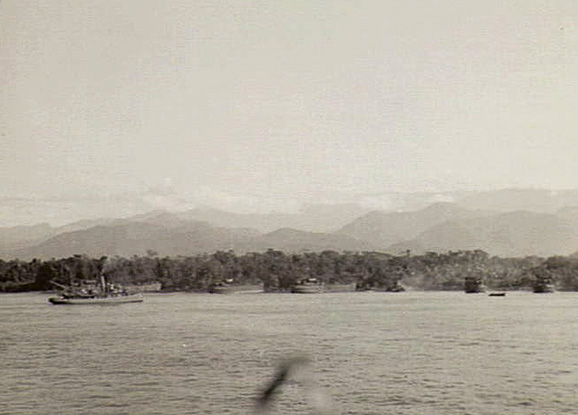
Tropas de la 9.º División de Australia desembarcan cerca de Lae a principios de septiembre de 1943.

Para esas alturas el avance de la 9.ª División comenzó a verse perjudicado por falta de suministros que, junto con el terreno escarpado, resultó en un progreso muy lento. No fue sino hasta el 9 de septiembre que pudieron llegar al Río Busu. El 2/28.º> Batallón de Infantería estaba liderando el avance australiano a estas alturas y los soldados vadearon el río. La corriente era tan fuerte que muchos de los hombres -13 de los cuales se ahogaron- fueron arrastrados río abajo. Sin embargo, el 2/28.º logró establecer una cabeza de playa al oeste del río. A esas alturas, una fuerte lluvia comenzó a caer nuevamente, y el río se creció una vez más, evitando que más unidades lo crucen. Esto aisló al batallón australiano, el cual se tuvo que enfrentar por su cuenta a varios ataques japoneses. El 14 de septiembre, la 26.ª Brigada logró forzar el cruce del río y el avance continuó. A lo largo de la costa la 24.ª Brigada fue contenida por una determinada defensa japonesa al frente del Río Butibum, el cual era el último cruce antes de Lae. El río fue finalmente vadeado el 16 de septiembre, y para esa fecha Lae ya había caído en manos de tropas de la 7.a División.
En la lucha por Lae los japoneses perdieron más de 2200 hombres. En cambio, las bajas australianas fueron considerablemente más bajas, con la 9.ª División registrando 77 muertos y 73 desaparecidos. Pese al éxito aliado en la captura de Lae, los japonesas lograron una "defensa meritoria" que no solo retrasó el avance aliado sino que también permitió que el grueso de las fuerzas japonesas en los alrededores pueda escapar, replegándose hacia el norte y en el interior de la Península de Huon, donde pudieron continuar la lucha.

## Campaña

### Finschhafen
Lae había caído antes de lo que preveían los aliados y estos explotaron su ventaja rápidamente. La primera fase de la nueva campaña consistía en asaltos anfibios por parte de tropas aliadas al norte de Siki Cove, cerca de la confluencia del río Siki, y al sur de Song en una playa cuyo nombre código era "Scarlet". Ubicada más al este de Lae en la península, en términos de importancia estratégica, Finschhafen eclipsaba a Lae en las mentes de los planificadores aliados, debido a su potencial para ser utilizada como apoyo a las operaciones al otro lado del Estrecho de Vitiaz en Nueva Bretaña. Como resultado de una inteligencia defectuosa que subestimó el tamaño de la fuerza japonesa en el área, la fuerza de asalto elegida por los comandantes aliados solo consistió en una brigada de infantería australiana - la 20.ª. Mientras tanto, la 7.ª División se movía desde Lae hacia el noroeste en una campaña diferente, avanzando a través de los valles de Markham y Ramu y hacia la Sierra de Finisterre.
Tras un corto periodo de preparación, el desembarco de la 20.ª Brigada tuvo lugar el 22 de septiembre de 1943. Fue el primer asalto anfibio que las fuerzas australianas hicieron desde Galípoli. Errores de navegación dieron como resultado que las tropas acabaran desembarcando en las playas equivocadas, con algunos de ellos llegando a Siki Cove y siendo sujetos de fuertes ataques de los defensores japoneses que estaban apostados atrás de cajones y otros obstáculos. Luego de reorganizarse en la playa, los australianos iniciaron su avance tierra adentro. Los japoneses montaron una férrea resistencia alrededor del terreno elevado en Katika, pero eventualmente se vieron obligados a replegarse. Al final del día, luego de sufrir 94 bajas, los australianos habían capturado una cabeza de playa que entraba por "varios kilómetros". Más tarde ese día, un grupo de aproximadamente 30 bombarderos japoneses, escoltados por 40 cazas, fueron enviados desde la base en Wewak del 4.º Ejército Aéreo para atacar a los transportes marítimos aliados cerca de Finschhafen. Advertidos por el USS Reid, que estaba operando como piquete aéreo y el controlador en el estrecho de Vitiaz, los aliados pudieron concentrar cinco escuadrones de cazas estadounidenses sobre el convoy y en la batalla aérea que se desató 39 aviones japoneses fueron derribados y la fuerza de ataque se replegó.

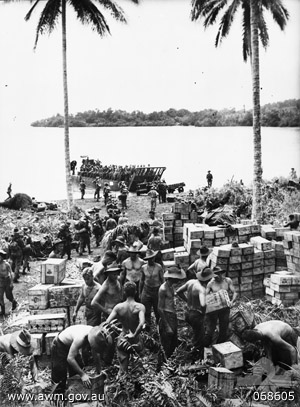
Tropas aliadas acomodando cargamentos de suministros en la costa cerca de Finschhafen, octubre de 1943.

Al día siguientes los australianos comenzaron su avance hacia el sur hacia la aldea de Finschhafen, a unos 5.6 km al sur de la playa de desembarco, siendo liderados por el 2/15.º Batallón de Infantería hasta el río Bumi. Los japoneses habían establecido fuertes defensas a lo largo de la ribera sur del río, la cual los australianos trataron de rebasar por el flanco al enviar una fuerza al oeste, pasando por terreno empinado. Una vez encontraron un lugar adecuado para cruzar el río, comenzaron a vadearlo, pero un grupo de infantería naval japonesa que estaba posicionado sobre un punto alto sobre el río comenzó a dispararles. Pese a sufrir bajas, los australianos lograron establecerse al sur del río Bumi y en ese momento el 2/13.º Batallón de Infantería comenzó a avanzar sobre Finschhafen desde el oeste. Al mismo tiempo, el 2/15.º atacó el flanco izquierdo de los japoneses que había puesto oposición a su cruce del río. Luego de subir la empinada colina bajo ataque japonés, por momentos arrodillados o apoyados en sus manos, el 2/15.º tomó su posición a punta de bayoneta, matando 52 japoneses en combate cuerpo a cuerpo.
El sostenido avance hacia el sur de los australianos hizo que se extendieran demasiado. Debido a una preocupación de que su flanco oeste se vea expuesto, el 2/17.º Batallón de Infantería fue enviado a lo largo del sendero de Sattelberg para repeler cualquier ataque japonés desde allí. El batallón se vio detenido en la Batalla de Jivevaneng y allí el 80.º Regimiento de Infantería japonés lanzó una serie de duros ataques contra ellos, tratando de romper sus líneas en dirección a la costa.
A esas alturas los australianos temían aún más un contraataque japonés y solicitaron refuerzos al alto mando, el general Douglas MacArthur. Sin embargo, esta solicitud fue rechazada debido a que el personal de inteligencia de MacArthur creía que solo había 350 japoneses en las inmediaciones. En realidad, ya había unos 5000 japoneses en los alrededores de Sattelberg y Finschhafen mientras que a lo largo de los primeros días de octubre este número se incrementó a 12 000 conforme se preparaban para el contraataque que estaban planificando. Los australianos recibieron unos pocos refuerzos del 2/43.º Batallón de Infantería. La llegada de esta unidad significó que el 2/17.º, atrapado en los alrededores de Jivevaneng, podía ser liberado para el avance sobre Finschhafen, permitiendo así a toda la 20.ª Brigada concentrarse en ese objetivo.
Tras un ataque llevado a cabo por el 2/13.º Batallón de Infantería cruzando el arroyo Ilebbe que costó a los australianos 80 bajas el 1 de octubre, las tropas navales japonesas que se encontraban defendiendo Finschhafen comenzaron a replegarse. El 2 de octubre el pueblo cayó en manos de los australianos y los japoneses abandonaron la Sierra de Kakakog en medio de fuertes ataques aéreos y de artillería australianos. Una vez que la 20.ª Brigada se había establecido en Finschhafen, entró en contacto con el 22.º Batallón de Infantería, un batallón de infantería de milicia. Esta unidad había hecho un barrido de la región costera en el sur de la península, avanzando desde Lae y cruzando las montañas. Mientras tanto, los japoneses que habían estado en los alrededores de Finschhafen se replegaron hacia las montañas cerca de Sattelberg. Los aliados iniciaron operaciones aéreas desde la pista de Finschhafen el 4 de octubre. Al día siguiente, el 2/17.º Batallón de Infantería fue enviado a Kumawa para perseguir a las fuerzas japonesas en retirada, y durante los dos días siguientes hubo una serie de escaramuzas menores antes de que se estableciera nuevamente en Jivevaneng el 7 de octubre.

### Contraataque japonés
Los japoneses habían comenzado a planificar un contraataque mientras los australianos avanzaban sobre Finschhafen. El grueso de la 20.ª División fue trasladado desde Madang a medida que los japoneses concentraban sus fuerzas alrededor de Sattelberg, con la fuerza principal llegando al lugar el 11 de octubre. Los planes de los japoneses fueron descubiertos por los australianos tras capturar unos documentos y para mediados de octubre de 1943 ya habían traído a la 24.º Brigada de Infantería para reforzar a la 20.ª División. Cuando el contraataque japonés llegó, la primera oleada recayó sobre la 24.ª Brigada cerca de Jivevaneng el 16 de octubre pero el ataque, habiendo sido ejecutado en forma muy poco sistemática, fue repelido. Al día siguiente aviones japoneses atacaron a las fuerzas aliadas cerca de Scarlet Beach y a esto le siguió un asalto anfibio que fue destruido por completo en el mar por disparos de ametralladoras y baterías antiaéreas australianas y estadounidenses. Fue durante este asalto que un soldado estadounidense, el soldado raso Nathan Van Noy, del 532.º Regimiento de Ingenieros, realizó las acciones que le valieron la Medalla de Honor a título póstumo. Sólo un pequeño número de japoneses consiguió llegar a la costa bajo el devastador fuego de los cañones aliados, y para el día siguiente, todos habían sido matados o heridos por la infantería australiana en sus operaciones de limpieza.

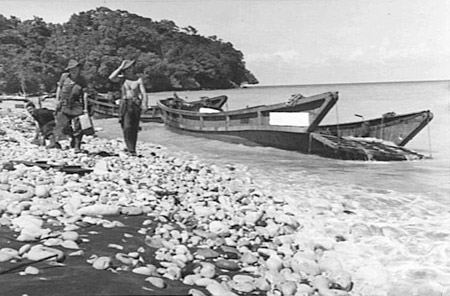
Barcazas japonesas destruidas en Scarlet Beach tras un ataque japonés fallido, 17 de octubre de 1943.

Los principales elementos del contraataque japonés había penetrado las avanzadas y muy extendidas líneas australianas a lo largo de la noche anterior. Los japoneses explotaron los espacios entre las líneas entre la 2/28.º de Infantería y el 2/3.º de Batallones de Pioneros, y lanzaron un ataque hacia la costa con el objetivo de capturar el terreno elevado a 1.7 km de Scarlet Beach, y dividieron las fuerzas australianas en Katika.

La 24.º Brigada se replegó de Katika y el terreno elevado al norte de Scarlet Beach para reforzar las defensas alrededor de la cabeza de playa en respuesta a la penetración japonesa, mientras que la 20.ª Brigada fue puesta en posición a lo largo del Arroyo Siki para bloquear el avance japonés hacia Finschhafen. La resistencia australiana fue férrea pese a haber perdido la ventaja del terreno elevado, disparando artillería de terreno y antiaérea a distancias de 220 metros sobre "miras abiertas". Como resultado de ello, el ataque japonés se vio desviado de Scarlet Beach y encauzado al Arroyo Siki. Sin embargo, lograron llegar hasta Siki Cove el 18 de octubre creando así una brecha entre la 24.ª Brigada en el norte y la 20.ª Brigada en el sur. Al hacer esto, capturaron una cantidad considerable de suministros de los aliados, incluyendo municiones, armas y raciones, logrando así reponer sus propios escasos suministros.

En la noche del 18/19 de octubre los japoneses cortaron la ruta que los australianos estaban utilizando para abastecer a la 2/17.ª que estaba defendiendo Jivevaneng y establecieron un bloqueo en camino entre Jivevaneng y Sattelberg. La 2/17.ª y un número de otras unidades australianas como el 2/3.º Batallón de Pioneros, al igual que parte del 2/28.º, se vieron aisladas detrás de líneas japonesas. Para poder mantenerlas suministradas, los pilotos del Escuadrón n.º 4 de la RAAF realizaron envíos de municiones de emergencia.
Para aquel entonces el ataque japonés comenzó a hacerse más lento. La fuerza de la resistencia australiana había resultado en importantes bajas, y como resultado los japoneses no pudieron aprovechar los avances que habían logrado. Esto permitió a los australianos comenzar su propio contraataque el 19 de octubre. Luego de una intensa preparación con artillería pesada, el 2/28.º Batallón de Infantería retomó Katika. Los australianos recibieron refuerzos el día siguiente: un escuadrón de tanques Matilda del 1.er Batallón de Tanques llegó en barcaza a la bahía de Langemak en medio de fuertes medidas de seguridad cuyo objetivo era evitar que su llegada fuese advertida por los japoneses. Junto a los tanques llegó la 26.ª Brigada; cuyo arribo significó que la 9.ª División ahora se encontraba comprometida en su totalidad. Pese a que los japoneses se retiraron de Siki Cove el 21 de octubre, la lucha alrededor de Katika continuó durante cuatro días más a medida que los japoneses intentaron retomarla contra una férrea defensa del 2/28.º Batallón. Katagiri dio la orden a sus tropas de que se replieguen a Sattelberg el 25 de octubre, cuando se hizo claro que su contraataque había sido derrotado. Los japoneses habían sufrido 1500 bajas, incluyendo 679 muertos. En comparación, los australianos habían perdido 49 hombres y 179 resultaron heridos.

### Sattelberg

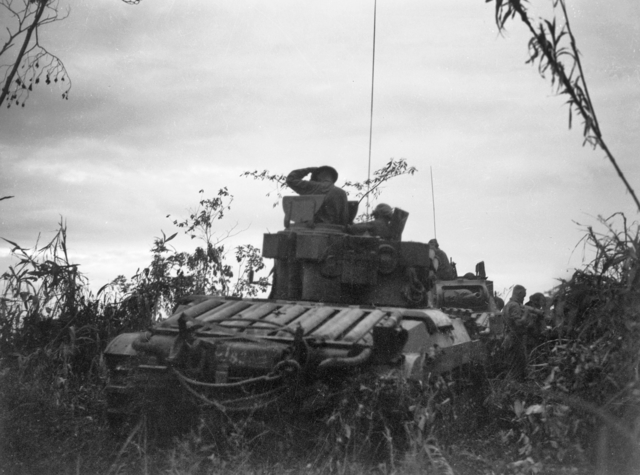
Tanques Matilda del Batallón de Tanques dirigiéndose a la batalla.

Sattelberg es una antigua misión alemana ubicada aproximadamente 5 kilómetros tierra adentro y debido su tamaño y su altura (3.150 metros), el que estuviera controlada por una numerosa fuerza japonesa representaba una seria amenaza en las mentes de los comandantes australianos. Ofrecía un buen punto de observación del área costera que podía servir como base para que los japoneses interrumpieran las líneas de comunicación australianas. Debido a ello, Wootten decidió capturarlo. El principal enfoque de la misión era un camino que cruzaba Jivevaneng. Aunque el principal avance de la fuerza de contraataque japonesa había sido repelida el 25 de octubre, Jivevaneng aún se encontraba en duda y el 2/17.o Batallón de Infantería aún se encontraba aguantando ataques japoneses. A consecuencia de esto, se llevó al 2/13.o Batallón de Infantería y junto con el 2/17.o comenzaron las operaciones de limpieza. Estas fueron completadas la noche del 2-3 de noviembre cuando los japoneses abandonaron su asalto y se replegaron de los alrededores de la aldea. Acciones de seguimiento el 6 de noviembre resultaron en la destrucción del bloqueo que los japoneses habían levantado en el camino de Sattelberg al este de Jivevaneng en octubre.
Con la situación en Jivevaneng decidida, los australianos se volcaron para avanzar al oeste hacia Sattelberg. El grupo elegido para esta tarea fue la recientemente llegada 26.a Brigada, que sería apoyada por nueve Matildas del 1.er Batallón de Tanques. Al mismo tiempo, la 4.a Brigada, una formación de milicia separada de la 5.a División, fue llevada al lugar para relevar las tareas de guarnición de la 26.a Brigada alrededor de Finschhafen. Los tanques se dirigieron a Jivevaneng bajo la cobertura del fuego de artillería para aplacar el su sonido y así evitar que su presencia sea descubierta hasta el inicio del avance. El 16 de noviembre el 2/48.o Batallón de Infantería, con el apoyo de la artillería del 2/12.o Regimiento de Campo y las ametralladoras del 2/2.o Batallón de Metralladoras, capturó Green Ridge sobre el sendero, que había sido designado como el punto de encuentro para el avance sobre Sattelberg, el cual comenzó al día siguiente.
Inicialmente, el avance comenzó mal porque se vio afectado por la orografía del interior, donde casi todo el terreno escarpado consistía en densas junglas y sierras muy empinadas. La habilidad para maniobrar en este ambiente era limitada y Whitehead, el comandante de brigada australiano, decidió utilizar tácticas de infiltración como resultado de ello. Envió columnas de infantería, no más grandes en número que una compañía, para avanzar a lo largo de los "angostos frentes" delante de uno o dos tanques, con ingenieros de apoyo para hacer mejoras en el sendero o lidiar con las trampas o minas que fueran encontrando.
 La forma de operar de la brigada vio avanzar por el sendero al 2/48.o y al 2/23.o y 2/24.o proteger sus flancos en el sur y el norte respectivamente. Ninguno de los objetivos de los australianos para el primer día se cumplieron. El 2/48.o quedó atascado frente a Coconut Ridge por una testaruda resistencia luego de que uno de los tanques fue puesto fuera de combate y otros dos fueran dañados. En los flancos, tanto el 2/23.o y el 2/24.o también se encontraron con férreas defensas que incluían emplazamientos con ametralladoras, sufriendo muchas bajas. Coconut Ridge no cayó en manos aliadas sino hasta el día siguiente.
El avance continuó y para el 20 de noviembre Steeple Tree Hill había sido capturada por el 2/48.o, y el 2/23.o avanzaba hacia su sector al sur de Kumawa, mientras que el 2/24.o continuó atacando hacia el norte. En un principio esta operación había sido concebida como una acción de contención para proteger al flanco del 2/48.o, pero debido al lento progreso sobre el sendero principal, Whitehead decidió cambiar su estrategia, decidiéndose por utilizar un ataque de "doble pinza", con el 2/24.o también intentando romper líneas a través de Sattelberg desde el norte.

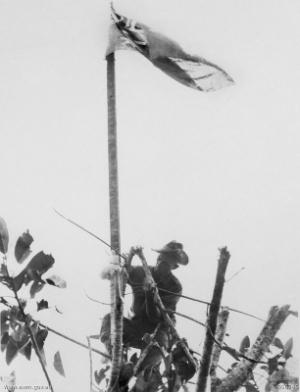
El sargento Tom Derrick izando la bandera australiana sobre Sattelberg.

En otro lugar, en el noreste, más próximo a la costa, la construcción de puestos de observación por parte de los australianos en ciertos terrenos claves sobre las principales rutas de abastecimiento de las fuerzas japonesas comenzó a afectar la situación de abastecimiento de las mismas en los alrededores de Sattelberg, a medida que los grupos de abastecimiento eran emboscados cuando intentaban llevar comida y municiones. A los australianos también les hacían falta suministros, y debido a esto, detuvieron sus acciones el 21 de noviembre mientras se los llevaban antes de continuar su avance al día siguiente. El asalto principal trató de desviarse en una sección del sendero donde este doblaba al norte. Allí el 2/48.o dobló hacia el noreste, mientras que el 2/23.o se salió del sendero y comenzó a avanzar hacia el norte hacia una accidente geográfico al este de Sattelberg denominado "3200"; el 2/24.o, al enfrentarse a un terreno cada vez más empinado y a una férrea defensa japonesa alrededor del accidente geográfico 2200, no lograron rebasar la posición y dirigir un ataque a Sattelberg. Ese mismo día, en el norte, los japoneses intentaron otro contraataque el 22 de noviembre, con el objetivo de proveer alivio a la estación de suministros alrededor de Sattelberg y recapturar Finschhafen. El contraataque fracasó al ser contenido por la posición de retaguardia australiana en las cercanías de Pabu y, al no contar con el ímpetu del contraataque de principios de octubre, finalmente fue repelido, con un impacto muy pequeño en las operaciones australianas alrededor de Sattelberg.
La fortaleza alrededor de Sattelberg fue reducida metódicamente con un incesante bombardeo aliado que duró cinco días, concluyendo el 23 de noviembre. Ese mismo día, aviones japoneses también llevaron a cabo operaciones de apoyo a tierra con un grupo de 44 aeronaves atacando las posiciones australianas en Jivevaneng. Esto no cambió la situación alrededor de Sattelberg, ya que para ese entonces los australianos habían llegado a la cuesta sur y al día siguiente comenzaron a subir hacia la cima. A lo largo del día lanzaron una serie de ataques, pero un fuerte fuego defensivo los hizo retroceder hasta que un pelotón bajo el mando del sargento Tom Derrick se hizo camino hasta la cima, liderado por el mismo Derrick, destruyendo 10 posiciones japonesas con granadas en el camino. Luego de que los australianos hubieran establecido una posición justo debajo de la cima para esa noche, los japoneses se retiraron usando la oscuridad de la noche para cubrirse y con un avance en la mañana siguiente la misión fue completada. Gracias a esta acción, Derrick recibiría la Cruz Victoria, la máxima condecoración militar  de su país.

### Pabu
Aunque los esfuerzos de las fuerzas australianas estaban centrados en Finschhafen tras el desembarco en Scarlet Beach a finales de septiembre, algunas tropas del Batallón de Infantería de Papúa hicieron un esfuerzo por hacer reconocimiento del norte del área principal en dirección de Bonga y Gusika y durante los primeros días de octubre el 2/43.º Batallón patrulló el área en varias ocasiones.
 La información de inteligencia que se obtuvo de estas patrullas y del reconocimiento aéreo reveló que los japoneses estaban utilizando los senderos del área para abastecer a sus fuerzas en una colina al oeste en Sattelberg. Como respuesta a ello, los australianos establecieron puestos de observación y tras recolectar un poco más de información les quedó claro que esa colina, a la que llamaron "Pabu" y formaba parte de un accidente geográfico más grande llamado "Horacio el Caballo", era clave para la captura de la zona. Su ubicación directamente en el camino de la ruta de abastecimiento japonesa y su proximidad a las posiciones australianas de avanzada en North Hill hacían que estuviese dentro del radio de alcance de la artillería australiana, por lo que podía ser ocupada por una fuerza relativamente pequeña y ser defendida con fuego indirecto. A mediados de octubre, en medio del contraataque japonés, el brigadier Bernard Evans, comandante de la 24.ª Brigada, había ordenado el repliegue de las tropas australianas en Pabu buscando reducir las líneas australianas para poder defender la cabeza de playa.
Luego de que el contraataque de octubre fuera repelido, los australianos buscaron retomar la iniciativa. Evans fue reemplazado por el brigadier Selwyn Porter y Wootten decidió establecer una posición profunda detrás de la línea de avanzada japonesa, decidiendo una vez más ubicar una fuerza en Pabu. El 19/20 de noviembre, tres compañías del 2/32.º Batallón de Infantería al mando del mayor Bill Mollard ocuparon Pabu y comenzaron a atacar a los grupos de reabastecimiento japoneses que se movían por el área, causándoles fuertes bajas.
Mientras tanto, el comandante del XVIII Ejército Japonés, el teniente general Hatazō Adachi, ordenó a Katagiri que lanzase otro contraataque. La situación de suministros se había tornado crítica, con los soldados limitados a  un tercio de la ración habitual y pocas municiones; sin embargo, se fijó el 23/24 de noviembre como fecha para el contraataque. Sin embargo, la ocupación australiana de Pabu y la amenaza que esta representaba para la ruta de abastecimiento japonesa obligó a los comandantes japoneses a adelantar la fecha, y a redirigir parte de los esfuerzos para la recaptura de Finschhafen hacia las fuerzas australianas que estaban avanzando hacia Sattelberg en el sur.
En un esfuerzo por volver a capturar Pabu y el terreno al norte del río Song, una fuerza que consistía de dos batallones japoneses, de los 79.º y 238.º Regimientos de Infantería, avanzaron hacia el sur a lo largo del sendero costero desde Bonga. A partir del 22 de noviembre, los japoneses atacaron a los australianos en los alrededores de North Hill, el cual era defendido por el 2/43.º. Esto separó a las fuerzas australianas en Pabu, que ahora consistían en dos compañías del 2/32.º, y en el curso de tres días fueron sometidas a ataques prácticamente constantes. El 25 de noviembre, los asaltos japoneses habían sido disminuidos, permitiendo a los australianos enviar más refuerzos. Las dos compañías restantes del 2/23.º fueron enviadas al frente el 26 de noviembre, y apoyadas por cuatro tanques Matilda y artillería avanzaron hacia Pabu para reforzar su guarnición, que estaba haciendo frente a los ataques más intensos desde que había sido ocupado. Llegaron al lugar y en el proceso capturaron "Pino Hill" en el sur.
Al día siguiente, los japoneses pusieron fin a su ataque a la derecha de los australianos, y más tropas del 2/28.º Batallón de Infantería fueron enviadas al este para asegurar los flancos de su posición. El 29 de noviembre, el 2/32.º fue relevado por el 2/43.º. Mientras hacían esto, fueron alcanzados por un bombardeo pesado de artillería japonesa que acabó matando o hiriendo a 25 de sus hombres. Durante los 10 días en que el 2/32.º ocupó Pabu, las fuerzas de Mollard sufrieron repetidos bombardeos con mortero y artillería, además de repetidos ataques, pero con la ayuda de un fuerte apoyo de artillería, lograron mantener su posición y al hacer esto frenaron el ímpetu del contraataque japonés en el momento en el que las fuerzas australianas avanzaban decididamente hacia la fortaleza japonesa en Sattelberg. Más adelante, el general japonés al mando, Adachi, indicaría que la captura australiana de Pabu fue una de las principales razones de la derrota de sus fuerzas durante la Campaña de la Península de Huon.
 Los japoneses perdieron 195 soldados en Pabu, mientras que los australianos tuvieron 25 muertos y 51 heridos.

### Wareo–Gusika
Al haber sido repelido en dos ocasiones y con la pérdida de Sattelberg, Katagiri decidió replegarse hacia el norte, para formar una línea defensiva alrededor de Wareo para esperar que los australianos continúen avanzando luego de sus victorias. Para esas alturas las fuerzas de Katagiri estaban con tropas insuficientes debido a una falta de refuerzos y la situación de suministros aún no se había rectificado. El comandante australiano, Wootten, estaba determinado a retomar la iniciativa y decidió continuar el avance en el norte con miras a capturar el resto de la Península de Huon. La primera etapa del plan de Wooten incluía el avanzar hacia el norte y asegurar una línea que discurría entre Gusika, en la costa, y Wareo, que se encontraba a 4.35 km tierra adentro. Debía ocurrir en dos avances: la 26.ª Brigada, tras haber asegurado Sattelberg, avanzaría a Wareo por la izquierda, y la 24.ª Brigada avanzaría por la derecha subiendo por la costa para capturar Gusika y dos cuerpos de agua grandes a unos 2 km tierra adentro cerca del río Kalueng, ambos conocidos por los australianos como "los Lagos". Un tercer grupo pequeño tomaría el lugar en el centro hacia Nongora y Christmas Hills, responsabilidad que fue depositada en la 20.a Brigada.
Por el sector derecho, el 2/28.º Batallón de Infantería que iba avanzando en dirección de Bonga con apoyo de tanques capturó Gusika el 29 de noviembre. Más adelante cruzaron el río Kalueng y avanzaron hacia la Laguna bordeando la costa más al norte. Después de eso, el 2/43.º Batallón avanzó desde Pabu hacia "las orejas de Horacio", donde los japoneses se habían plantado y detuvieron brevemente a los australianos. Desde allí continuaron hacia el este en dirección de los lagos, donde debían asumir la responsabilidad del avance por el centro, inicialmente asignado a la 20.a Brigada, quienes entonces descansarían para la próxima fase de la campaña.
En el centro, el 2/15.o Batallón de Infantería partió desde Katika para capturar Nongora el 30 de noviembre. Avanzaron a través del destruido campo y una vez que la compañía que los lideraba cruzó el río Song, se enfrentaron a los disparos de ametralladora de una fuerte posición defensiva japonesa. Esto los detuvo brevemente, hasta que las otras compañías llegaron. Desplazándose por debajo de los japoneses, continuaron hacia Nongora donde se detuvieron justo antes del terreno elevado y establecieron una posición defensiva para pasar la noche. A la mañana siguiente, los australianos lanzaron un costoso e inefectivo ataque a nivel de compañía contra la loma, pero luego de la noche los japoneses abandonaron la posición, permitiendo al 2/15.o que la ocupara y luego limpiara Nongora el 2 de diciembre. Después de esto, comenzaron a enviar patrullas hacia el área de las Christmas Hills en el oeste, y al este en dirección de los lagos para hacer contacto con la 24.a Brigada.
El contacto se dio el 3 de diciembre y al día siguiente una fuerza compuesta del 2/32.º y el 2/43.º Batallones de Infantería se hicieron cargo del avance a Christmas Hills, el cual fue asegurado el 7 de diciembre luego de que los japoneses abandonaran la posición ante una serie de movimientos australianos en los flancos, un intenso bombardeo de artillería y mortero y un asalto frontal.
Mientras tanto, al lado izquierdo, el avance comenzó el 28 de noviembre. En el mapa Wareo estaba aproximadamente a 3.4 km de Sattelberg, sin embargo, debido a la naturaleza del terreno, la distancia que hubo que cubrir en el terreno se estima que fue de cuatro veces más. Para los soldados australianos que avanzaban, la carga se hizo incluso más grande debido a las fuertes lluvias que convirtieron a los senderos por donde avanzaban en promontorios de barro que no se podían atravesar con vehículos motorizados. Esto, junto a la falta de disponibilidad de nuevoguineanos para ser utilizados como cargadores, hizo que los australianos hayan tenido que cargar casi todo su equipo en sus espaldas. En un esfuerzo por mantener el avance, a todo el 2/24.o Batallón de Infantería se le asignó con la carga de los suministros para el 2/23.o, el cual lideró el avance desde Sattelberg.
El 30 de noviembre el 2/23.º llegó al río Song, luchando para cruzarlo al día siguiente y tomó Kuanko tras una dura lucha provocada por un renovado contraataque local por parte de fuerzas japonesas. Al norte de la aldea abandonada, los japoneses estaban bien posicionados y lanzaron un fuerte contraataque, el retomó el vital terreno elevado para ellos pero su avance se vio detenido por un intenso bombardeo de artillería australiano. A esas alturas, el 2/24.º Batallón de Infantería fue liberado de su misión de transporte de material y fue enviado al oeste para llevar a cabo un movimiento de flanqueo alrededor de la posición japonesa, cortando el sendero entre Kuanko y Wareo y capturando Kwatingkoo y Peak Hill a primera hora del 7 de diciembre tras una retirada japonesa del área. Wareo estaba a solo una corta marcha de allí, y los australianos la capturaron al día siguiente.
Luego de esto la fuerza japonesa principal comenzó a replegarse al norte en dirección de Sio; sin embargo, siguió habiendo enfrentamientos esporádicos alrededor de Wareo durante la semana siguiente ya que bolsas de resistencia japoneses continuaron realizando operaciones de retaguardia para permitir la huida de sus compatriotas. La escaramuza más significativa durante esa semana tuvo lugar el 11 de diciembre, cuando el 2/24.º Batallón de Infantería atacó la 2200 al noreste de Wareo, cerca de Christmas Hills, resultando en la muerte de 27 japoneses.

### Sio

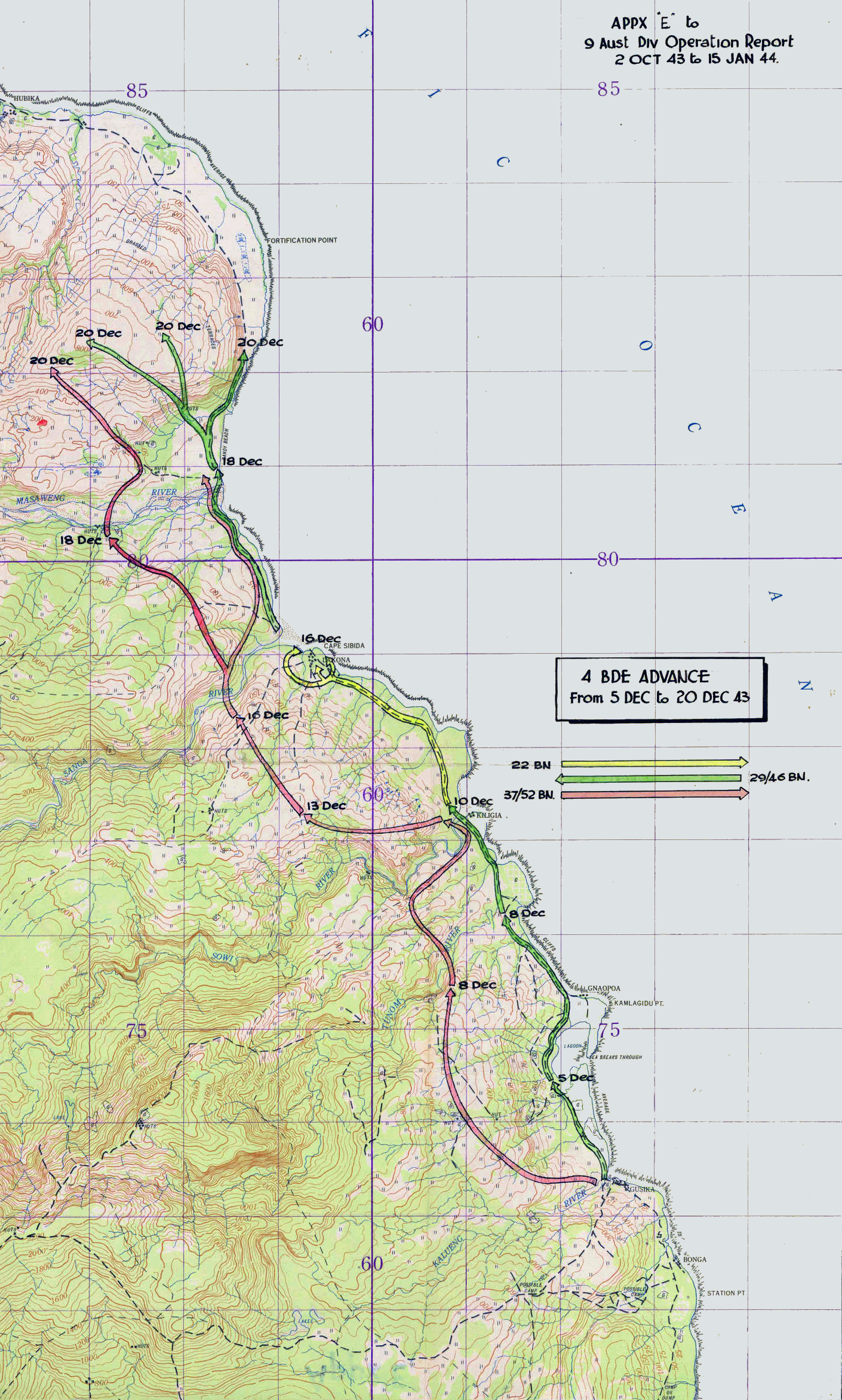
El avance de la Brigada de Infantería australiana hacia Fortification Point entre el 5 y el 20 de diciembre de 1943.

La siguiente fase de la campaña implicó el avance de fuerzas australianas a lo largo de la costa hacia Sio, a unos 50 km de Finschhafen.
 Luego de la captura de Gusika, la responsabilidad de la primera parte del avance hacia Sio fue puesta sobre la infantería de la 4.a Brigada, bajo el mando del Brigadier Cedric Edgar. Fueron posicionados en el frente a principios de diciembre tras ser trasladados desde Fischhafen, donde estaban llevando a cabo tareas de guarnición y el 5 de diciembre, el 22.o Batallón de Infantería comenzó el avance, cruzando el río Kalueng. Al no carecer de la experiencia que tenían las unidades del 2.o AIF, los batallones de milicia avanzaron más cautelosamente de lo que lo hubiesen hecho de otra manera. Recibían apoyo de transportes marítimos estadounidenses equipados con cohetes, los cuales bombardearon las posiciones japonesas a lo largo de la costa, mientras que la expansión de la pista de aterrizaje en Finschhafen y el establecimiento de una instalación naval allí permitieron a los aliados usar aviones PBY Catalina y lanchas torpederas para seguir atacando las operaciones japonesas de reabastecimiento.
A medida que avanzaban, los australianos se enfrentaron a una férrea resistencia, ya que las tropas japonesas en el área lucharon fuertemente para poder ganar tiempo para las fuerzas que se estaban replegando desde Wareo, retrasando así el avance australiano.
 En un principio el ataque del 22.o fue repelido, sin embargo, el apoyo de artillería y tanques les ayudó superar esta oposición, y el avance continuó con los 22.o y 29/46.o Batallones de Infantería avanzando por turnos a lo largo de la costa con el 37/52.o moviéndose por su derecha más hacia el interior. Llegaron a Laknoa el 14 de diciembre y, tras descubrir que los japoneses estaban bien posicionados allí, el 22.o Batallón se abrió paso alrededor del pueblo, rodeando a los defensores japoneses y empujándolos hacia el precipicio, donde se utilizaron tanques para lanzar el ataque final el 16 de diciembre. Después de esto, el 29.o/46.o se hizo cargo del avance costero hacia Fortification Point, el cual alcanzó junto al 37.o/52.o el 20 de diciembre, cruzando el río Masaweng y capturando el terreno elevado en el norte.
La 4.a Brigada sufrió 65 muertes y 136 heridos además de las crecientes bajas debido a enfermedades y fue reemplazada por la 20.a Brigada a esas alturas. La 26.a Brigada se hizo cargo de la protección del flanco.
 El avance se aceleró rápidamente a medida que la moral de los japoneses fue quebrantada y la resistencia organizada disminuyó. Se obtuvieron grandes ganancias contra resistencia limitad, la cual en muchos casos se vio limitada a pequeñas escaramuzas contra pequeños grupos de japoneses. Hubika cayó en manos aliadas el 22 de diciembre sin oposición, y Wandokai lo hizo dos días después. Blucher Point fue alcanzado el 28 de diciembre, donde el 2/13.o Batallón de Infantería volvió a hacer contacto con los japoneses en retirada y tuvo una brusca pelea con ellos. Ese mismo día, fuerzas estadounidenses desembarcaron más al oeste en Saidor.
Esto selló la decisión de los japoneses de abandonar el área de Sio y en el transcurso de dos semanas los australianos avanzaron rápidamente por la costa, superando solamente "oposición esporádica" a medida que los japoneses continuaban replegándose hacia el oeste en dirección de Madang, tratando de evitar ser acorralados por las fuerzas en Saidor. El 2/15.o se hizo cargo del avance el 31 de diciembre, llegando a Nunzen el día de año nuevo. Cruzaron el río Sanga el 2 de enero de 1944 y al día siguiente el 2/17.o llegó al Cabo Rey William. Más adelante cruzaron los ríos Sazomu y Mangu y Kelanoa cayó en manos aliadas el 6 de enero; luego los ríos Dallman y Buri fueron vadeados y Scharnhorst Point fue rodeado el 9 de enero. Después de una última lucha en Nambariwa, el 2/17.o finalmente llegó a Sio el 15 de enero.

## Consecuencias
Las operaciones llevadas a cabo por la 9.a División durante la Campaña de la Península de Huon fueron las más grandes realizadas por el Ejército de Australia hasta ese momento en la guerra. Respaldada con recursos industriales significativos que les proporcionó una ventaja tecnológica significativa sobre los japoneses, la campaña australiana destruyó las capacidades ofensivas que le quedaban a los japoneses en la región, y les permitió tomar control de rutas marítimas de comunicación y pistas de aterrizaje claves que mejoraron su capacidad para llevar a cabo operaciones ofensivas en el noroeste de Nueva Guinea y Nueva Bretaña. Luego de la captura de Sio, la 9.a División entregó su control a la 5.a División el 21 de enero de 1944. La 5.a División era una formación de milicia y su asignación a Sio era parte de un plan australiano más amplio que pretendía reubicar las divisiones veteranas del 2.o AIF a operaciones más intensas en otros frentes, como las Filipinas, y al mismo tiempo mantener a las formaciones de milicia menos experimentadas en operaciones de menor intensidad que requerían la limpieza de bolsones de resistencia japonesa aislada. No obstante, la 9.a División no tomó parte en la lucha en las Filipinas debido a consideraciones políticas entre los aliados y más adelante terminó siendo utilizada en Borneo en 1945. Mientras tanto, uno de los componentes de la 5.a División, la 8.a Brigada, realizó operaciones de limpieza alrededor de Sio a lo largo de enero, febrero y marzo de 1944. También sirvieron de conexión para las fuerzas estadounidenses alrededor de Saidor.
La 9.a División sufrió 1.082 bajas en combate durante su participación en la lucha por la Península de Huon. Esto incluyó a 283 hombres que murieron en combate y uno que fue registrado como "desaparecido". Estas bajas fueron relativamente bajas en el contexto más amplio de la participación de la división en la guerra, ya que habían sufrido más del doble de bajas cuando lucharon en las cercanías de El Alamein más temprano ese año. Pese a esto, un número de factores se combinaron para hacer de la lucha en la Península de Huon, en las palabras de uno de los participantes, "más difícil y más angustiosa" de las que la 9.a se había enfrentado antes. Estos incluyeron la dureza del terreno, la cercanía del combate, la falta de comida caliente, agua y transporte motorizado. Las enfermedades también resultaron tener un impacto importante, y durante la campaña hasta un 85 por ciento del personal de la división se volvió inefectivo en algún momento debido a alguna enfermedad.

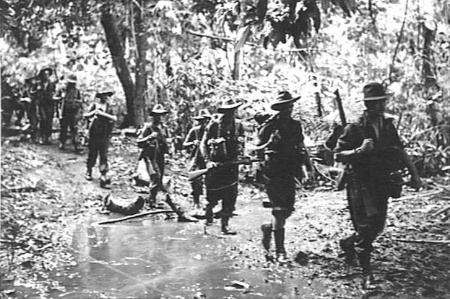
Soldados australianos de la Compañía B del Batallón de Infantería cruzando un arroyo entre Weber Point y Malalamai durante operaciones de limpieza alrededor de Sio en febrero de 1944.

No obstante, el factor más significativo fue las cualidades de combate del soldado japonés. Un veterano australiano, el sargento Charles Lemaire, quien anteriormente había luchado contra los alemanes en El Alamein con el 2/17.o Batallón de Infantería, describió a los japoneses como «tenaces, valientes, y sacrificados». En las mentes de los soldados australianos, los japoneses tenían una reputación de ser duros contrincantes y  no hacer prisioneros. Pese a esta percepción por parte de los australianos, confiaban en su superioridad tecnológica. Para los soldados japoneses, la ventaja tecnológica que poseían los australianos y su relativamente abundante suministro de municiones y de apoyo aéreo y de artillería fue el principal factor psicológico que dominó sus percepciones de los australianos como el enemigo. Para poder contrarrestar esto, los comandantes japoneses exhortaron a sus tropas a acudir a la "fuerza espiritual" para poder obtener la victoria. Al final, aunque muchas de las acciones significativas de la campaña fueron combates de infantería que tuvieron lugar lejos de las bases australianas y donde su superioridad tecnológica era limitada, el uso de tácticas de armas combinadas de los australianos resultó ser decisivo. Pese a que el bombardeo aéreo preliminar, especialmente el que fue utilizado en los alrededores de Sattelberg, resultó muy poco efectivo en términos de sus efectos físicos, sí ayudó a reducir la moral japonesa. Usado en combinación con artillería, la cual causó bajas considerables, provocó cortes en las ya extenuadas líneas de comunicaciones japonesas. Al sufrir de una escasez de municiones que limitó el fuego de apoyo que podían tener, los defensores japoneses se vieron rebasados por la infantería australiana que contaba con un nivel de apoyo de artillería sin precedentes para una división australiana en el Pacífico, y quienes avanzaron junto con tanques que fueron utilizados de manera que explotaron el elemento sorpresa.
Las bajas japonesas durante la campaña fueron mucho mayores que las bajas totales de los aliados, aunque nunca se tuvieron datos exactos. Aproximadamente 12.500 soldados japoneses participaron en la campaña y se cree que unos 5.500 murieron. Algunas fuentes indican incluso un número más alto. Siendo que tan solo 4.300 soldados japoneses llegaron a Sio al final de la campaña, es posible que el número esté más cercano a 7 u 8.000. Una importante cantidad de material de guerra también fue perdido durante la campaña. De las 26 unidades de artillería de campo que los japoneses tenían en la región, 18 fueron capturadas por los australianos durante la campaña, mientras que 28 de sus 36 metralladoras pesadas también fueron perdidas.
Cuando comenzó la campaña, el Ejército Australiano había sido la única fuerza terrestre que se había enfrentado a los japoneses en la región. Para el final, no obstante, la participación de las fuerzas estadounidenses en la región se habían incrementado a medida que el Ejército de los Estados Unidos asumió la responsabilidad de las principales operaciones aliadas. El avance de la 7.a División hacia la Sierra de Finiesterre vio la captura de Shaggy Ridge y un subsiguiente avance sobre Bogadjim y luego Madang, que cayó en abril. En julio y agosto, las fuerzas estadounidenses se enfrentaron a las japonesas, incluyendo algunas de las que habían escapado de la Península de Huon, cerca del río Driniumor. Mientras tanto, los esfuerzos del Ejército Australiano en el Pacífico se redujeron en magnitud, y no fue hasta finales de 1944 y principios de 1945, cuando se lanzaron las campañas de Bougainville, Nueva Bretaña, Aitap-Wewak y Borneo, que volvió a enfrentarse a los japoneses en campañas importantes.